# Mistrzostwa Świata Juniorów w Saneczkarstwie 2022
37. Mistrzostwa świata juniorów w saneczkarstwie 2022 odbyły się w dniach 28 – 29 stycznia w niemieckim Winterbergu. Zawodnicy rywalizowali w pięciu konkurencjach: jedynkach kobiet, jedynkach mężczyzn, dwójkach kobiet, dwójkach mężczyzn oraz w zawodach drużynowych.
Klasyfikację medalową wygrała reprezentacja Niemiec, która zdobyła trzy tytuły mistrzowskie i jednocześnie najwięcej medali.

## Terminarz
| Data             | Miejscowość | Konkurencja      | Złoto                                                                        | Srebro                                                                        | Brąz                                                                           |
| ---------------- | ----------- | ---------------- | ---------------------------------------------------------------------------- | ----------------------------------------------------------------------------- | ------------------------------------------------------------------------------ |
| 28 stycznia 2022 | Winterberg  | Jedynki mężczyzn | Matwiej Perestoronin                                                         | Florian Müller                                                                | Matthew Greiner                                                                |
| 28 stycznia 2022 | Winterberg  | Dwójki kobiet    | Niemcy Luisa Romanenko · Pauline Patz                                        | Łotwa Marta Robežniece · Kitija Bogdanova                                     | Łotwa Viktorija Ziediņa · Selīna Elizabete Zvilna                              |
| 29 stycznia 2022 | Winterberg  | Jedynki kobiet   | Jessica Degenhardt                                                           | Sofija Mazur                                                                  | Merle Fräbel                                                                   |
| 29 stycznia 2022 | Winterberg  | Dwójki mężczyzn  | Łotwa Eduards Ševics-Mikeļševics · Lūkass Krasts                             | Austria Juri Gatt · Riccardo Schöpf                                           | Niemcy Moritz Jäger · Valentin Steudte                                         |
| 29 stycznia 2022 | Winterberg  | Drużynowe        | Niemcy Jessica Degenhardt · Florian Müller · Moritz Jäger · Valentin Steudte | Rosja Sofija Mazur · Matwiej Perestoronin · Michaił Karnauczow · Jurij Czirwa | Łotwa Zane Kaluma · Kaspars Rinks · Eduards Ševics-Mikeļševics · Lūkass Krasts |

## Wyniki

### Jedynki kobiet
- Data / Początek: Sobota, 29.01.2022 roku

| Medal | Zawodniczka             | Narodowość | 1. zjazd | 2. zjazd | Czas     | Strata |
| ----- | ----------------------- | ---------- | -------- | -------- | -------- | ------ |
|       | Jessica Degenhardt      | Niemcy     | 44.225   | 44.892   | 1:29.117 | -      |
|       | Sofija Mazur            | Rosja      | 44.233   | 44.960   | 1:29.193 | +0.076 |
|       | Merle Fräbel            | Niemcy     | 44.450   | 45.055   | 1:29.505 | +0.388 |
| 4.    | Melina Fabienne Fischer | Niemcy     | 44.575   | 45.116   | 1:29.691 | +0.574 |
| 5.    | Diana Łoginowa          | Rosja      | 44.827   | 45.041   | 1:29.868 | +0.751 |
| 6.    | Selina Egle             | Austria    | 44.751   | 45.121   | 1:29.872 | +0.755 |
| 7.    | Caitlin Nash            | Kanada     | 44.640   | 45.275   | 1:29.915 | +0.798 |
| 8.    | Daria Olesik            | Rosja      | 44.782   | 45.272   | 1:30.054 | +0.937 |
| 9.    | Kailey Allan            | Kanada     | 44.854   | 45.269   | 1:30.123 | +1.006 |
| 10.   | Viktorija Ziediņa       | Łotwa      | 45.075   | 45.201   | 1:30.276 | +1.159 |
| ...   | ...                     | ...        | ...      | ...      | ...      | ...    |
| 28.   | Dominika Piwkowska      | Polska     | 46.196   |          | 46.196   |        |
| 30.   | Anna Bryk               | Polska     | 46.512   |          | 46.512   |        |

### Jedynki mężczyzn
- Data / Początek: Piątek, 28.01.2022 roku

| Medal | Zawodniczka          | Narodowość        | 1. zjazd | 2. zjazd | Czas     | Strata |
| ----- | -------------------- | ----------------- | -------- | -------- | -------- | ------ |
|       | Matwiej Perestoronin | Rosja             | 56.615   | 56.121   | 1:52.736 | -      |
|       | Florian Müller       | Niemcy            | 56.637   | 56.568   | 1:53.205 | +0.469 |
|       | Matthew Greiner      | Stany Zjednoczone | 56.882   | 56.331   | 1:53.213 | +0.477 |
| 4.    | Pawieł Riepiłow      | Rosja             | 56.735   | 56.527   | 1:53.262 | +0.526 |
| 5.    | Fabio Helmut Zauser  | Austria           | 56.996   | 56.754   | 1:53.750 | +1.014 |
| 6.    | David Nößler         | Niemcy            | 57.019   | 56.738   | 1:53.757 | +1.021 |
| 7.    | Noah Kallan          | Austria           | 57.141   | 56.633   | 1:53.774 | +1.038 |
| 8.    | Pascal Kunze         | Niemcy            | 57.197   | 56.694   | 1:53.891 | +1.155 |
| 9.    | Marián Skupek        | Słowacja          | 57.188   | 56.723   | 1:53.911 | +1.175 |
| 10.   | Timon Grancagnolo    | Niemcy            | 56.856   | 57.140   | 1:53.996 | +1.260 |
| ...   | ...                  | ...               | ...      | ...      | ...      | ...    |
| 17.   | Mateusz Karaś        | Polska            | 57.950   | 57.396   | 1:55.346 | +2.610 |
| 19.   | Arkadiusz Trojga     | Polska            | 57.915   | 57.797   | 1:55.712 | +2.976 |

### Dwójki kobiet
- Data / Początek: Piątek, 28.01.2022 roku

| Medal | Zawodniczki                               | Narodowość        | 1. zjazd | 2. zjazd | Czas     | Strata |
| ----- | ----------------------------------------- | ----------------- | -------- | -------- | -------- | ------ |
|       | Luisa Romanenko Pauline Patz              | Niemcy            | 48.309   | 48.059   | 1:36.368 | -      |
|       | Marta Robežniece Kitija Bogdanova         | Łotwa             | 48.412   | 48.005   | 1:36.417 | +0.049 |
|       | Viktorija Ziediņa Selīna Elizabete Zvilna | Łotwa             | 48.432   | 48.382   | 1:36.814 | +0.446 |
| 4.    | Anastasija Kropaczewa Alona Starkowa      | Rosja             | 48.856   | 48.449   | 1:37.305 | +0.937 |
| 5.    | Maya Chan Reannyn Weiler                  | Stany Zjednoczone | 48.600   | 48.971   | 1:37.571 | +1.203 |
| 6.    | Elisa-Marie Storch Elia Reitmeier         | Niemcy            | 48.828   | 48.863   | 1:37.691 | +1.323 |
| 7.    | Caitlin Nash Kailey Allan                 | Kanada            | 48.947   | 48.895   | 1:37.842 | +1.474 |
| 8.    | Nikola Domowicz Dominika Piwkowska        | Polska            | 49.521   | 49.322   | 1:38.843 | +2.475 |
| 9.    | Natasza Chytrenko Wiktorija Kowal         | Ukraina           | 49.621   | 49.616   | 1:39.237 | +2.869 |
| 10.   | Markéta Nováková Anna Vejdělková          | Czechy            | 49.837   | 49.727   | 1:39.564 | +3.169 |
| 11.   | Bianka Petríková Nikola Trembošová        | Słowacja          | 49.869   | 50.142   | 1:40.011 | +3.643 |

### Dwójki mężczyzn
- Data / Początek: Sobota, 29.01.2022 roku

| Medal | Zawodnicy                                | Narodowość        | 1. zjazd | 2. zjazd | Czas     | Strata |
| ----- | ---------------------------------------- | ----------------- | -------- | -------- | -------- | ------ |
|       | Eduards Ševics-Mikeļševics Lūkass Krasts | Łotwa             | 48.071   | 47.916   | 1:35.987 | -      |
|       | Juri Gatt Riccardo Schöpf                | Austria           | 47.943   | 48.368   | 1:36.311 | +0.324 |
|       | Moritz Jäger Valentin Steudte            | Niemcy            | 48.161   | 48.231   | 1:36.392 | +0.405 |
| 4.    | Siergiej Bondariew Anton Osipenko        | Rosja             | 48.411   | 48.527   | 1:36.938 | +0.951 |
| 5.    | Michaił Karnauczow Jurij Czirwa          | Rosja             | 48.504   | 48.459   | 1:36.963 | +0.976 |
| 6.    | Marcus Mueller Ansel Haugsjaa            | Stany Zjednoczone | 48.640   | 48.735   | 1:37.375 | +1.388 |
| 7.    | Lew Romanow Władisław Wieremiejenko      | Rosja             | 48.751   | 48.651   | 1:37.402 | +1.415 |
| 8.    | Devin Wardrope Cole Anthony Zajanski     | Kanada            | 48.757   | 49.067   | 1:37.824 | +1.837 |
| 9.    | Wadym Mykiewycz Bohdan Babura            | Ukraina           | 49.447   | 49.638   | 1:39.085 | +3.098 |
| 10.   | Loris Grünbeck Maximilian Kührt          | Niemcy            | 49.556   | 49.612   | 1:39.168 | +3.181 |
| ...   | ...                                      | ...               | ...      | ...      | ...      | ...    |

### Drużynowe
- Data / Początek: Sobota, 29.01.2022 roku

| Medal | Zawodnicy                                                          | Narodowość        | Czas     | Strata |
| ----- | ------------------------------------------------------------------ | ----------------- | -------- | ------ |
|       | Jessica Degenhardt/Florian Müller/Moritz Jäger Valentin Steudte    | Niemcy            | 2:25.617 | –      |
|       | Sofija Mazur/Matwiej Perestoronin/Michaił Karnauczow Jurij Czirwa  | Rosja             | 2:25.889 | +0.272 |
|       | Zane Kaluma/Kaspars Rinks/Eduards Ševics-Mikeļševics Lūkass Krasts | Łotwa             | 2:26.175 | +0.558 |
| 4.    | Selina Egle/Fabio Helmut Zauser/Juri Gatt Riccardo Schöpf          | Austria           | 2:26.785 | +1.168 |
| 5.    | Caitlin Nash/Theo Downey/Devin Wardrope Cole Anthony Zajanski      | Kanada            | 2:27.165 | +1.548 |
| 6.    | Elana Morrison/Matthew Greiner/Marcus Mueller Ansel Haugsjaa       | Stany Zjednoczone | 2:28.356 | +2.739 |
| 7.    | Anna Szkret/Danił Marcinowskij/Wadym Mykiewycz Bohdan Babura       | Ukraina           | 2:29.403 | +3.786 |
| 8.    | Ella Cox/Vlad-Florin Musei/Tudor-Stefan Handaric/Ciprian Banaru    | Nowa Zelandia     | 2:29.729 | +4.112 |
| 9.    | Anna Bryk/Mateusz Karaś/Nikola Domowicz Dominika Piwkowska         | Polska            | 2:29.789 | +4.172 |
| 10.   | Nikola Trembošová/Christian Bosman/Vratislav Varga/Metod Majerčák  | Słowacja          | 2:29.962 | +4.345 |
| 11.   | Lucie Jansova/Jakub Vepřovský/Marketa Nováková/Anna Vejdělková     | Czechy            | 2:31.457 | +5.840 |

## Klasyfikacja medalowa
| Miejsce | Państwo           |   |   |   | Razem |
| ------- | ----------------- | - | - | - | ----- |
| 1.      | Niemcy            | 3 | 1 | 2 | 6     |
| 2.      | Rosja             | 1 | 2 | 0 | 3     |
| 3.      | Łotwa             | 1 | 1 | 2 | 4     |
| 4.      | Austria           | 0 | 1 | 0 | 1     |
| 5.      | Stany Zjednoczone | 0 | 0 | 1 | 1     |